# Moerasgrastimalia
De moerasgrastimalia oude naam: moerasprinia (Laticilla cinerascens synoniem: Prinia burnesii cinerascens) is een zangvogel uit de familie Pellorneidae. De vogel werd vroeger gerekend tot de prinia's, die behoren echter tot een andere familie, de Cisticolidae.

## Kenmerken
De vogel is 17 cm lang en lijkt op een prinia met een lange staart. De vogel is van boven grijs tot olijfkleurig, met weinig opvallende donkere streepjes. Van onder is de vogel dof lichtgrijs. De onderstaartdekveren zijn grijsbruin. De ogen, poten en snavel zijn donkerbruin.

## Verspreiding en leefgebied
Deze soort komt voor in noordoostelijk India en noordelijk Bangladesh. De leefgebieden zijn natuurlijke graslanden met lang gras en hier en daar een boom (tamarisk en acacia) vaak in de omgeving van moerassen en rivieren.

## Status
De grootte van de populatie werd in 2016 door BirdLife International geschat op 250 tot 2500 volwassen individuen. De populatie-aantallen nemen af door habitatverlies. Het leefgebied wordt aangetast door omzetting van natuurlijke graslanden in land voor intensief agrarisch gebruik. Om deze redenen staat deze soort als bedreigd op de Rode Lijst van de IUCN.